# 28 cm SKC/34
28 cm SKC/34 е германско корабно оръдие с калибър 283 mm. Състои на въоръжение в Кригсмарине. Поставяно е на линейните крайцери от типа „Шарнхорст“. Явява се усъвършенствана версия на оръдието 28 cm SKC/28, използвано на тежките крайцери от типа „Дойчланд“. Използва се през Втората световна война. Оръдията и кулите на линейния крайцер „Гнейзенау“ са впоследствие поставени на батареите на бреговата отбрана в Нидерландия и Норвегия.

## Конструкция на оръдието
Конструкцията на оръдията SKC/34 е типична за немската артилерийска промишленост. Стволът се състои от вътрешна тръба, сменяем лайнер, заменяем от казенната част и кожух, състоящ се от две части. Теглото на ствола е 13 700 кг, на лайнера – 6700. Дължината на ствола съставлява 54,47 калибра. В ствола има 80 нареза с прогресивна стъпка, от 1:50 до 1:35, с дълбочина 3,3 мм. Казенникът се завива в горещо състояние в задната част на кожуха. Затворът клинов, хоризонтално-плъзгащ се тип, което е не съвсем обичайно за оръдия с такъв калибър и се обяснява с използването на гилзовото зареждане. Зареждането се осъществява при фиксиран ъгъл 2°, теоретичната скорострелност се равнява на един изстрел на 17 секунди. Формално за максимална скорострелност се смята три изстрела в минута, на практика тази стойност не надвишава два изстрела в минута. Живучестта на ствола е 300 изстрела с пълен заряд, което е добър показател за артсистема с такива балистични характеристики.
За оръдията са разработени снаряди от три типа: бронебоен, с дънен взривател Bdz.38; полубронебоен или фугасен със забавяне, също снабден с взривателя Bdz.38; фугасен, с взривател в главата, с моментно действие Kz.37. Като взривно вещество в снарядите първоначално се използва тротил, по-късно преминават към използването на хексоген.
| Бронебоен Pz.Gr. L/4,4          | 300 | 300 | 4,4 | 6,6  | 1,96 |
| Полубронебоен Spr.Gr. L/4,4 Bdz | 300 | 300 | 4,4 | 16,0 | 5,06 |
| Фугасен Spr.Gr. L/4,6 Kz        | 300 | 300 | 4,6 | 21,8 | 7,92 |

Такъв избор на боеприпаси дава на артилеристите възможност да обстрелват цели от всеки тип с най-ефективните снаряди. При това има определени трудности с правилния подбор на тяхното съотношение в боекомплекта, за това обичайно на корабите има еднакъв брой снаряди от всеки тип. Всичко на всеки ствол има по 150 снаряда. Метателните заряди за всички типове снаряди са еднакви и се състоят от две части – основен заряд, с тегло 76,5 кг, в месингова гилза, а също и допълнителен преден, с тегло 42,5 кг, в копринен картуз. В зарядите се използва барут марка RPC/38. Неговият състав е: 69,45% – нитроцелулоза; 25,3% – диетилен-гликол-динитрат; 5% – централит (дифенил-диетил-карбамид); 0,15% – магнезиев оксид; 0,1% – графит.

## Конструкция на установкатаDrh LC/34
Куполната артилерийска установка Drh LC/34 е разработена на основата на аналогичната система Drh LC/28, използвана при тежките крайцери от типа „Дойчланд“.